# Карагужиха
Карагужи́ха (каз. Қарақожа) — селище у складі Глибоківського району Східноказахстанської області Казахстану. Входить до складу  Малоубінського сільського округу.
Населення — 37 осіб (2021; 112 у 2009, 306 у 1999, 615 у 1989).
Станом на 1989 рік селище мало статус селища міського типу.